# Dolomedes fuscus
Espèce
Dolomedes fuscus est une espèce d'araignées aranéomorphes de la famille des Dolomedidae.

## Distribution
Cette espèce est endémique de la province de Pinar del Río à Cuba,. Elle se rencontre dans la Sierra de Rangel.

## Description
L'holotype mesure 10 mm.
La femelle décrite par Alayón en 2003 mesure 9,30 mm.

## Systématique et taxinomie
Cette espèce a été décrite par Franganillo en 1931.

## Publication originale
- Franganillo, 1931 : « Excursiones arachnológicas, durante el mes de agosto de 1930. » Estudios de Belen, vol. 1931, no 27/28, p. 285-288.